# Predrag Zimonjić
Predrag Zimonjić (cyr. Предраг Зимоњић , ur. 15 października 1970 w Belgradzie) – serbski piłkarz wodny. Brązowy medalista olimpijski z Sydney.
Pierwsze sukcesy odnosił jeszcze jako reprezentant "starej" Jugosławii, w 1991 został mistrzem Europy. W następnych latach reprezentował barwy Federalnej Republiki Jugosławii. Brał udział w igrzyskach w 1996 (ósme miejsce) i 2000 roku (brązowy medal). Był srebrnym medalistą mistrzostw świata (2001). Stawał na podium mistrzostw Europy, zdobywając złoto w 2001.